# June Carter Cash
Valerie June Carter (Maces Spring, Virginia; 23 de junio de 1929-Nashville, 15 de mayo de 2003) fue una cantante, compositora, actriz, comediante, filántropa estadounidense. Tocaba la guitarra, el banjo, y el autoarpa.

## Biografía
En marzo de 1943, junto con su madre Maybelle y sus hermanas Helen y Anita formaron el grupo country Mother Maybelle & the Carter Sisters. A pesar de no poseer el talento vocal de sus hermanas, desarrolló un don especial para la comedia.
En 1950 se integró en el grupo Opry, formado por diversos artistas que hacían giras. Allí la familia se hizo amiga de Hank Williams, Elvis Presley y Johnny Cash, con quien comenzó a establecer una complicada relación. Con su complexión delgada, June a menudo optaba por las actuaciones cómicas del grupo, al lado de estrellas como Faron Young y Webb Pierce.
Se casó tres veces, primero con el cantante de honky tonk Carl Smith el 9 de julio de 1952, de quien se divorció en 1956. Tuvieron una hija: Carlene Carter. El 11 de noviembre de 1957 se casó con el camionero Edwin «Rip» Nix, con quien tuvo otra hija, Rozanna (Rosie Nix Adams). Se divorció en 1966. Ambas hijas son cantantes.
En aquellos momentos a menudo actuaba haciendo dúos con Cash. Su relación se fue viendo afectada por la caída de Johnny en la drogadicción y la bebida, de las que logró recuperarse gracias a la ayuda de June y su familia. En 1968 se casó con él, su tercer marido, después de que este le pidiera matrimonio públicamente durante un concierto. La pareja tuvo un hijo dos años más tarde, John Carter Cash, también cantante.
En 1967, junto con Cash, ganó un premio Grammy en la categoría Best Country & Western Performance, Duet, Trio Or Group (vocal or instrumental) por la canción «Jackson». En 1970 fueron galardonados otra vez en la misma categoría con «If I Were a Carpenter».
En 1983 participó como actriz en el telefilme Asesinato en Coweta County. En 1997 participó como actriz en la película The Apostle, de Robert Duvall.
En 1999 ganó otro premio Grammy por su álbum Press On. Su último álbum, Wildwood Flower, se lanzó de forma póstuma en 2003, ganando dos Grammys adicionales. Contiene, además, extractos de la película de las sesiones de grabación que tenían lugar en la propiedad familiar de los Carter en Hiltons, Virginia.
June murió el 15 de mayo de 2003 en Nashville, Tennessee, después de las complicaciones que siguieron a una operación a corazón abierto. Los funerales públicos se llevaron a cabo en la Primera Iglesia Bautista en Hendersonville (Tennessee).  Fue enterrada en los jardines Hendersonville Memory en Hendersonville, Tennessee. Su marido murió tan solo cuatro meses más tarde.
Johnny Cash señaló en su autobiografía:

June era mis señales del camino, me hacía alzarme cuando estaba débil, me animaba cuando me desanimaba, y me amaba cuando estaba solo y me sentía desamparado. Es la mujer más grande que jamás he conocido. Nadie más, excepto mi madre, se le acerca.

La vida de Carter y su esposo fue llevada a la pantalla grande en la película Walk the Line, donde la personificación de June estuvo a cargo de Reese Witherspoon, quien logró un Óscar por su interpretación.

## Vida personal
Al final de su vida, ella y su esposo asistieron a la Primera Iglesia Bautista en Hendersonville (Tennessee). 